# Antonio Tiberi
Antonio Tiberi (Frosinone, 24 giugno 2001) è un ciclista su strada italiano che corre per la Bahrain Victorious. 
È stato campione del mondo a cronometro Juniors nel 2019 ed è professionista dal 2020.

## Carriera
Si avvicina al ciclismo all'età di 8 anni correndo tra i Giovanissimi della Anagni Cicli Nereggi. Fra gli allievi ottiene 25 vittorie, otto nel 2016 e ben diciassette nel 2017, tra cui la prova a cronometro ai campionati italiani; tra gli Juniores coglie invece diciassette successi, sette nel 2018 e dieci l'anno dopo, tra cui la cronometro ai campionati del mondo di Innsbruck.
Nel 2020 passa alla categoria Under-23 con i colori del Team Colpack Ballan: con la nuova maglia fa sue tre corse, tra cui il Trofeo Città di San Vendemiano. Negli ultimi mesi dell'anno, in qualità di stagista alla Trek-Segafredo, partecipa alla Freccia del Brabante. Nel 2021 passa definitivamente tra i professionisti con la medesima squadra, facendo il suo esordio, neanche ventenne, all'UAE Tour, gara del calendario World Tour. In stagione si classifica terzo al Tour de Hongrie, gara a tappe di classe UCI 2.1, vincendo anche una tappa.
Inizia la stagione 2023 con un ottavo posto nella classifica generale del Tour Down Under, prima gara stagionale del World Tour.. Il 28 febbraio 2023 viene reso noto, in concomitanza con la condanna del tribunale, che l'anno prima, il 21 giugno 2022, ha sparato con un fucile ad aria compressa e ucciso il gatto dell'ex Capitano reggente e Segretario di Stato per il turismo della repubblica di San Marino Federico Pedini Amati. La cosa ha destato grande scalpore e polemiche, finendo sulle cronache di tutti i quotidiani nazionali, sportivi e non. A seguito del gesto, viene condannato a pagare 4.000 euro di multa e sospeso dalla Trek-Segafredo fino al 20 marzo, saltando così il Trofeo Laigueglia che lo vedeva tra i favoriti.
Il 28 aprile risolve il contratto che lo legava alla squadra statunitense. Viene quindi ingaggiato dalla squadra Bahrain Victorious, con cui partecipa alla Vuelta come gregario a servizio dei suoi nuovi capitani, ma dove riesce a mettersi in luce terminando 18º in classifica finale. Corre il Tour of the Alps 2024 con i gradi di capitano e lo conclude al terzo posto. Partecipa al suo primo Giro d'Italia con l'intenzione di fare classifica, ma già alla seconda tappa è vittima di una doppia foratura che gli fa perdere oltre 2 minuti. Prosegue il resto del Giro aggiudicandosi il quinto posto finale, nonché la conquista della maglia bianca di miglior giovane. Alla fine della stagione, Antonio Tiberi si aggiudica la classifica generale del Giro del Lussemburgo.
Inizia la stagione successiva con un terzo posto alla Tirreno-Adriatico 2025 che lo porta ad essere capitano della squadra nonché uno dei favoriti per la vittoria finale del Giro d'Italia 2025. Alla corsa rosa, dopo una prima parte attendista e conservativa, rimane sempre nelle parti alte della classifica, ma durante la quattordicesima tappa una caduta di gruppo gli fa perdere terreno dai suoi avversari. Durante la successiva tappa di montagna, dimostra di non aver recuperato dalla botta ricevuta e arriva al traguardo con diversi minuti di ritardo, uscendo così di classifica. Termina il Giro al diciassettesimo posto.

## Palmarès
- 2019 (Juniores)

2ª tappa, 1ª semitappa Corsa della Pace Juniors (Třebenice > Třebenice, cronometro)
3ª tappa Corsa della Pace Juniors (Teplice > Altenberg)
Tf GD Dorigo MO Biemmereti MO Ettore e Cristiano Floriani MO Emilio Mazzero
Campionati del mondo, Prova a cronometro Juniores
- 2020 (Team Colpack, tre vittorie)[25]

Extragiro (cronometro)
Gran Premio Chianti Colline d'Elsa
Trofeo Città di San Vendemiano
- 2022 (Trek-Segafredo, una vittoria)

5ª tappa Tour de Hongrie (Miskolc > Gyöngyös-Kékestető)
- 2024 (Bahrain Victorious, una vittoria)

Classifica generale Giro del Lussemburgo

### Altri successi
- 2018 (Team Franco Ballerini Primigi Store Juniores)

Classifica giovani Corsa della Pace Juniors
- 2019 (Team Franco Ballerini Primigi Store Juniores)

Classifica scalatori Giro della Lunigiana
- 2024 (Bahrain Victorious)

Classifica giovani Tour of the Alps
Classifica giovani Giro d'Italia
Classifica giovani Giro del Lussemburgo

## Piazzamenti

### Grandi Giri
- Giro d'Italia

2024: 5°
2025: 17º
- Vuelta a España

2022: 91º
2023: 18º
2024: ritirato (9ª tappa)

### Classiche monumento
- Liegi-Bastogne-Liegi

2024: 22°
- Giro di Lombardia

2021: 83º
2023: 21º
2024: ritirato

### Competizioni mondiali
- Campionati del mondo su strada

Innsbruck 2018 - In linea Junior: 9º
Yorkshire 2019 - Cronometro Junior: vincitore
Yorkshire 2019 - In linea Junior: 13º
Zurigo 2024 - In linea Elite: 69º

### Competizioni europee
- Campionati europei su strada

Brno 2018 - Cronometro Junior: 3º
Alkmaar 2019 - Cronometro Junior: 6º

## Riconoscimenti
- Memorial Gastone Nencini nel 2022[27]